# Verwaltungsgemeinschaft Mittelberg
Die Verwaltungsgemeinschaft Mittelberg im schwäbischen Landkreis Oberallgäu wurde im Zuge der Gemeindegebietsreform am 1. Mai 1978 gegründet und zum 1. Januar 1980 bereits wieder aufgelöst.
Ihr gehörten die Marktgemeinde Wertach und die Gemeinde Mittelberg (ab 1. Januar 1980 umbenannt in Oy-Mittelberg) an, die seither Einheitsgemeinden mit eigener Verwaltung sind.
Sitz der Verwaltungsgemeinschaft war Mittelberg.